# Whelan-Nunatak
Der Whelan-Nunatak ist ein isolierter Nunatak im ostantarktischen Mac-Robertson-Land. In der Athos Range der Prince Charles Mountains ragt er 8 km nordwestlich des Mount Starlight auf.
Luftaufnahmen der Australian National Antarctic Research Expeditions aus dem Jahr 1965 dienten seiner Kartierung. Das Antarctic Names Committee of Australia benannte ihn nach Ronald F. Whelan, Funker auf der Davis-Station im Jahr 1964.